# Colina (Venezuela)
Colina é um município da Venezuela localizado no estado de Falcón.
A capital do município é a cidade de Coro.